# Miló (assassí)
Miló (en llatí Milon, en grec antic Μίλων) fou un assassí epirota que va matar la reina Didàmia, la filla de Pirros II a l'altar d'Àrtemis, on s'havia refugiat quan la revolució va enderrocar a la dinastia dels aecides que regnava al país.
Per aquest sacrilegi va ser castigat amb un atac de frenesí i es va suïcidar de manera miserable, segons diu l'historiador Justí.